# Operophtera relegata
Operophtera relegata là một loài bướm đêm trong họ Geometridae.